# Шэньчжоу-10
Шэньчжоу-10 (кит. 神舟10号) — пятый пилотируемый космический корабль КНР серии «Шэньчжоу». Запуск произведен 11 июня 2013. Третий из кораблей серии, который оборудован стыковочным узлом. Экипаж корабля состоял из трёх человек, во второй раз в китайской космонавтике в полёте участвовала женщина. Полёт продолжался около 15 суток, посадка осуществлена 26 июня в 168 километрах севернее города Хух-Хото.

## Цель полёта
Главная цель запуска «Шэньчжоу-10» — стыковка с космическим модулем (станцией) «Тяньгун-1» и проведения всесторонней оценки его состояния. Стыковки с «Тяньгун-1» были совершены в автоматическом и ручном режимах (вторая — пилотом корабля «Шэньчжоу-10»), как часть программы отработки технологии стыковки, ранее впервые осуществлённой беспилотным «Шэньчжоу-8» и пилотируемым «Шэньчжоу-9». 
Программой полёта предусмотрено и было выполнено большое количество экспериментов на станции. Продолжительность полёта — 14,5 дней. 
Планируется, что «Шэньчжоу-10» будет заключительной экспедицией к станции «Тяньгун-1».

## Экипаж

### Основной
Члены основного экипажа были дублёрами тайконавтов корабля «Шэньчжоу-9» в 2012 году.
| Космонавт               | Должность              | # полёта        | Корпорация      |                 |                 |                 |
| Основной экипаж         | Основной экипаж        | Основной экипаж | Основной экипаж | Основной экипаж | Основной экипаж | Основной экипаж |
| ----------------------- | ---------------------- | --------------- | --------------- | --------------- | --------------- | --------------- |
| Не Хайшэн (聂海胜)      | Командир экипажа       | 2               | CNSA            |                 |                 |                 |
| Чжан Сяогуан (张晓光)   | Пилот-оператор         | 1               | CNSA            |                 |                 |                 |
| Ван Япин (王亚平)       | Лаборант-исследователь | 1               | CNSA            |                 |                 |                 |
| Дублёры                 |                        |                 |                 |                 |                 |                 |
| Лю Бомин (刘伯明)       | Командир экипажа       | 1               | CNSA            |                 |                 |                 |
| Пань Чжаньчунь (潘占春) | Пилот-оператор         | 0               | CNSA            |                 |                 |                 |
| Дэн Цинмин (邓清明)     | Лаборант-исследователь | 0               | CNSA            |                 |                 |                 |

## История
Первоначально планировалось запустить «Шэньчжоу-10» в конце 2012 год. Однако уже в марте 2010 года было заявлено, что полёт пройдёт не ранее 2013 года. Планировалось, что это будет первый пилотируемый полёт к станции Тяньгун-1. Однако полёт Шэньчжоу-8 оказался очень удачным и было решено Шэньчжоу-9 сделать пилотируемым. В начале 2013 года прошло сообщение Синьхуа, что сборка космического корабля «Шэньчжоу-10» уже завершена и проводится его успешное испытание.
Центральное телевидение Китая, со ссылкой на представителя Центра пилотируемых космических полетов Китая передало, что запуск пилотируемого космического корабля «Шэньчжоу-10» состоится в середине июня. Утром 27 мая 2013 года космический корабль «Шэньчжоу-10» установлен на ракете-носителе. 3 июня 2013 года «Шэньчжоу-10» и ракета-носитель были установлены на стартовой площадке космодрома Цзюцюань. На следующий день стали известны основной и дублирующий экипажи. На космодроме, в предстартовый день, 10 июня прошла пресс-конференция основного экипажа.
Запуск космического корабля «Шэньчжоу-10» произведён 11 июня 2013 года с космодрома Цзюцюань. За запуском корабля наблюдал Председатель КНР, Генеральный секретарь ЦК КПК Си Цзиньпин.
Стыковка со станцией «Тяньгун-1» произведена 13 июня 2013 года. В ходе полёта, Ван Япин провела урок из космоса с китайскими школьниками. В ходе экспериментов 23 июня космический корабль «Шэньчжоу-10» отстыковался от станции «Тяньгун-1» и отошёл на 140 метров. После этого командир корабля Не Хайшэн совершил стыковку вручную. 25 июня космический корабль «Шэньчжоу-10» отстыковался от станции «Тяньгун-1» и совершил её облёт. Утром 26 июня экипаж китайского космического корабля «Шэньчжоу-10», в составе трех человек, благополучно вернулся на Землю.

## Хроника полёта
- 11 июня 2013 года — запуск с космодрома Цзюцюань.
- 13 июня 2013 года — стыковка со станцией «Тяньгун-1»[16].
- 23 июня 2013 года — расстыковка и повторная стыковка[17].
- 25 июня 2013 года — отстыковка от станции «Тяньгун-1».
- 26 июня 2013 года — посадка в автономном районе Внутренняя Монголия[18].

## Факты
- Полёт пилотируемого космического корабля «Шэньчжоу-10» оказался рекордным по продолжительности для китайской пилотируемой космонавтики.